# Joachim Bobeldijk
Joachim (Jochem) Bobeldijk (Zaandam, 12 april 1920 – Egmond aan Zee, 18 november 2010) was een Nederlands kanovaarder. Hij nam tweemaal deel aan de Olympische Spelen, maar won hierbij geen medailles.
Joachim (ook wel Jochem of Joc) Bobeldijk werd in de kajakrace over 10.000 meter op de Olympische Spelen van 1948 zesde. Vier jaar later eindigde hij bij de Olympische Zomerspelen 1952 als achtste. Bobeldijk was diverse keren Nederlands kampioen en was lid van de kanovereniging Quo Vadis uit Koog aan de Zaan.
In het dagelijks leven was Bobeldijk melkboer. Toen de zaken slechter gingen, trad hij in dienst van het Noord-Hollandse bedrijf Wastora. Als amateurvoetballer en trainer was hij jarenlang verbonden aan KFC uit Koog aan de Zaan.
Bobeldijk stierf op 90-jarige leeftijd in november 2010. Vijftien dagen eerder was zijn vrouw Ali overleden.